# ヒューマン・アニマル・ボンド
ヒューマン・アニマル・ボンド (英文:Human Animal Bond) は、略してHAB (ハブ) とも呼ばれ、『人と動物の絆』のことであり、コンパニオンアニマルの社会的認知を高めるとともに、人の暮らしの中に動物と触れあうことで得られる効用を活用しようという活動の根本となる考え方である。HABの対象動物はおもにイヌである。

## ヒトとイヌの歴史
イヌはヒトと最も古くから、最も多くの機会に接してきた動物である。ヒトとイヌが絆 (信頼し合って飼い、飼われる関係) を結んだ経緯についてはいくつかの説がある。
第一の説は、少なくとも1万2千年前には人間は狼を飼い馴らしていたというもので、古代エジプト時代には数種類の異なった犬種が存在していた。
第二の説は、イヌはヒトとの共同生活を始める数万年も前から狼とは別の種となっていて、狼とはちがった特徴をもっていたがためにヒトとの共同生活がはじまったという説。
つまり、「狼が飼い慣らされてイヌになった」という説と「狼とは異なるヒトに飼い慣らされやすいイヌという種類がいた」という説がある。
いずれにしても、イヌが家畜化された最も古い動物であり、人間が長い期間にわたって手をかけてきたことで、他の家畜と比べて格段に品種が多く、形や大きさのバラエティが豊かである。現在世界には700種から800種のイヌがいるといわれている。
ヒトがなぜイヌを飼うようになったかについては、何かの使役の目的があって飼い慣らしたという説と、ペットとして飼い慣らされているうちに使役の目的で使われるようになったという説があるが、有力なのは後者である。
歴史的に、ヒトに飼い慣らされたイヌの重要な用途の一つは「軍事利用」だった。古代から中世、現代まで受け継がれてきた。一方何の役にも立たないイヌというのも中世には存在していた。人間の手によって品種改良されて多数の新しい品種が現れたのは11世紀のことで、その後16世紀頃には『かわいがられるだけのイヌ』というものが、確実に存在していたらしい。
日本においてペットとしてのイヌのあり方が大きく変わったのは1990年代である。純粋犬種の犬籍登録、動物病院の数、ペット関連の支出額、犬用のペットフードの流通量などが急増した。JKC (ジャパンケンネルクラブ) 登録数の増加し、イヌは近所からもらってくるとか拾ってくるとかで飼い始めるものではなく、ペットショップやブリーダーから購入するものとなった。
1999年には「動物の保護及び管理に関する法律」が「動物の愛護及び管理に関する法律」 (略称：動物愛護法) に名称変更され、動物取扱業の規制、飼い主責任の徹底、虐待や遺棄に関わる罰則の適用動物の拡大、罰則の強化など大幅に改正された。2009年には、ペットフードの安全を確保するために「愛がん動物用飼料の安全性の確保に関する法律」 (略称：ペットフード安全法) が施行された。
2009年、日本におけるイヌの飼育頭数は12,322,000頭。ネコは10,021,000頭となっている。イヌは現在ヒトにとって重要なコンパニオンアニマルであり、経済動物でもある。

## イヌはなぜ特別なのか「ヒトとイヌの絆」
あまたの動物、様々なペットたちの中で、イヌは際だって緊密な信頼関係を人間との間で築いている。それはなぜなのか。イヌには独特の能力にあるからだ。
- 第1の能力は、ヒトに慣れる能力である。

イヌは他の動物に比べると社会への適応に時間がかかる。そのことによって社会に適応しようとする時期に飼えば、慣れやすいということがある。オオカミの仲間はもともと社会性が高く、飼い慣らされやすいということがいえる。
- 第2の能力は、愛情表現力である。

イヌは音声によるコミュニケーション力は豊富ではないが、体や表情で多くのコミュニケーションを図る。イヌはヒトに対して、愛情を表現する。尻尾を横に振りながら頭と全身を低くし、耳を引いて頭にぴったりつけ、飼い主に擦り寄り、飼い主の手や顔、耳を舐めようとする。
- 第3の能力は、ヒトの意思を理解する能力である。

ハーバード大学のヘア博士らの研究によれば、ヒトの視線を理解する能力は、チンパンジーよりイヌのほうが高いことが示された。「餌はその箱の中にあるよ」といった意味を目配せで送ったところ、その意味を理解するチンパンジーの成功率は60%、イヌの成功率は80%だった。すなわちイヌは、ヒトの視線で意味を感じ取る視覚認知による社会コミュニケーションがとりやすいということだ。

## HABに基づくイヌの療法活用
使役の提供という役割からペットとしてヒトとの共同生活を行うことになったイヌは、様々な効用をヒトの生活にもたらしている。近年では「癒やし」や「安らぎ」、「コミュニケーション」といった効用のみでなく、医学的な「治療」の効用も研究され、アニマル・セラピー・ドッグセラピーなどと呼ばれている。
動物を医療分野に介在させた最も古い記録は、18世紀イギリスの精神病患者の施設「ヨーク・リトリート」といわれている。19世紀には、ドイツで、てんかん患者を対象にした治療に動物が取り入れられ、20世紀に入ると、アメリカでは負傷した兵士の癒しを目的として、初めて病院にイヌを持ち込む訪問活動が始った。その後欧米を中心に、動物が与えるヒトの心身への効果を科学的に検証する動きがはじまり、1977年にはデルタ協会が設立された。デルタ協会では、病院や高齢者福祉施設などにおける動物を介在させたプログラムの定義付けや方法論が構築された。
日本では近年、日本動物病院福祉協会の獣医師らが中心となり、デルタ協会のガイドラインを取り入れて、CAPP活動と呼ばれる「コンパニオンアニマル・パートナーシップ・プログラム」を開始し、日本各地でその組織と活動を定着させてきた。

## アニマル・セラピーの定義と活動
「アニマル・セラピー」は日本における造語であり、AAA (Animal Assisted Activity＝動物介在活動) とAAT (Animal Assisted Therapy＝動物介在療法) を包括したもので両者は区別しなくてはならない。前者は触れあい活動等を例とするレクリエーションであり、後者は医療スタッフが目的・評価などを行う補助医療である。厳密にはAATのみが、アニマル・セラピー (動物介在療法) と呼べる行為ともいえる。
- AAA (Animal Assisted Activity) は動物介在活動と訳される。

治療という目的を持たずに、犬とのふれあいを楽しむ活動を中心としたレクレーションのことで、広く一般に行われている。幼稚園や老人ホームの訪問活動などが知られており、犬と触れ合う環境を創出することで心理的な好影響をもたらすとされている。ある程度定型化された活動であり、一度に多数の参加者を対象と出来るのが特徴。
- AAT(Animal Assisted Therapy) は動物介在療法と訳される。

AAAとの大きな違いは、対象者の心や身体のリハビリテーションなど治療を目的としてセラピードックなどの動物を現場に介在させること。AATでは、治療対象者の状況やニーズを把握した上で改善目標を定めた上で治療を実施する。実際に実施する際には、治療対象者が「犬好き」であることを前提として、精神科医や作業療法士などの医療関係者とドッグセラピストやボランティアが連携して対象に合わせたプログラムを作成して実施する。

## アニマル・セラピーの効果
アニマル・セラピー (動物介在療法) が医療プログラムとして認知され、活用されていくためには、AAAやAATなどの活動や治療活動における効果が確認されるとともに、より効果的なプログラムの確立が求められている。長い間漠然とした評価であった動物介在療法の評価について近年、研究が進められるようになった。自閉症の子どもに関する研究 (Redefer & GoOdman,1989) では、精神科の療法士が犬を連れて治療を行った結果、治療前に比べて子どもの孤立行動は激減したという結果が出た。しかし、治療中社会的相互行動は数倍もの上昇が認められたが、1ヶ月後の追跡調査の際には中間レベルにまで減少していたという。
様々な研究の結果、下記の効果などが確認されている。
- 生理的効果

病気の回復・適応の補助、刺激やリラックス効果、血圧やコレステロール値の低下
活動機会の増加、神経筋肉組織のリハビリなど。
- 心理的効果

元気づけ、リラックス・くつろぎ作用、自尊心・有用感、達成感、責任感などの肯定的感情、心理的自立を促す、子どもに対する教育的効果、ユーモアや遊びの提供、など。
今後発展が期待できる治療分野は『小児医療』『高齢者医療』『精神科医療』『リハビリテーション医療』などがあげられている。さらに運動が必要な糖尿病患者の散歩を楽しくしたり、ホスピスで死を迎えている患者の心の慰めに活用している、という報告もある。医療メニューの一つとして利用される可能性もある。